# Ерки Нол
Ерки Нол (ест. Erki Nool; Виру, 25. јун 1970.) некадашњи је естонски атлетичар и политичар.

## Живот и каријера
Нол је одрастао у сиромашном окружењу у јужном делу Вируа. Његов отац је био радник у фабрици намештаја, а мајка је била задужена за финансије школе. Од шесторо деце, Ерки је био трећи најмлађи. Када је имао 13 година, на предлог свог оца прешао је у интернат који је био усмерен на спорт, где је могао да једе бесплатан топли оброк три пута дневно.
Када су естонски атлетичари пловили бродом на такмичења у суседне земље, нису добијали сопствену кабину, већ су спавали у ходницима, да би се такмичили и тренирали следећег дана. Зими нису имали атлетске тренинге у дворани.
Нол је учествовао у десетобоју на Олимпијским играма у Барселони 1992, али је на крају морао да се повуче са такмичења. Септембра 1997. оснива сопствени спортски клуб, а 1998–2009. организује међународно такмичење у десетобоју.
Освојио је златне медаље у десетобоју на Европском првенству у Будимпешти 1998. и Олимпијским играма 2000. у Сиднеју.
2005–2017, Ерки Нол је био потпредседник Комисије спортиста Европског олимпијског комитета. Од 2007–2011 био је члан Европског комитета за развој атлетике. Од 2008–2012 био је члан Извршног комитета Олимпијског комитета Естоније.
4. марта 2007. Нол је изабран у естонски парламент. Потом је напустио политику и сада се фокусира на посао са некретнинама и води своју школу атлетике са 450 ученика.
Његов син Робин Нол (рођен 1998.) је скакач с мотком са личним рекордом од 5,40 м.

## Међународна такмичења
| Година                  | Такмичење                    | Место                   | Позиција                | Дисциплина              | Резултат                | Белешка                 |
| Представљајући Естонију | Представљајући Естонију      | Представљајући Естонију | Представљајући Естонију | Представљајући Естонију | Представљајући Естонију | Представљајући Естонију |
| ----------------------- | ---------------------------- | ----------------------- | ----------------------- | ----------------------- | ----------------------- | ----------------------- |
| 1992                    | Олимпијске игре              | Барселона, Шпанија      | —                       | Десетобој               | Одустао                 |                         |
| 1994                    | Европско првенство           | Хелсинки, Финска        | 10.                     | Десетобој               | 7.953 поена             |                         |
| 1995                    | Светско првенство            | Гетеборг, Шведска       | 4.                      | Десетобој               | 8.268 поена             |                         |
| 1995                    | Светско првенство у дворани  | Барселона, Шпанија      | 7.                      | Седмобој                | 5.887 поена             |                         |
| 1996                    | Европско првенство у дворани | Стокхолм, Шведска       | 1.                      | Седмобој                | 6.188 поена             |                         |
| 1996                    | Олимпијске игре              | Атланта, САД            | 6.                      | Десетобој               | 8.543 поена             |                         |
| 1997                    | Светско првенство            | Атина, Грчка            | 6.                      | Десетобој               | 8.413 поена             |                         |
| 1997                    | Светско првенство у дворани  | Париз, Француска        | 2.                      | Седмобој                | 6.213 поена             |                         |
| 1998                    | Европско првенство           | Будимпешта, Мађарска    | 1.                      | Десетобој               | 8.667 поена             |                         |
| 1999                    | Светско првенство у дворани  | Маебаши, Јапан          | 2.                      | Седмобој                | 6.374 поена             |                         |
| 1999                    | Светско првенство            | Севиља, Шпанија         | 14.                     | Десетобој               | 7.568 поена             |                         |
| 2000                    | Европско првенство у дворани | Гент, Белгија           | 3.                      | Седмобој                | 6.200 поена             |                         |
| 2000                    | Олимпијске игре              | Сиднеј, Аустралија      | 1.                      | Десетобој               | 8.641 поен              |                         |
| 2001                    | Светско првенство у дворани  | Лисабон, Португалија    | 5.                      | Седмобој                | 6.074 поена             |                         |
| 2001                    | Светско првенство            | Едмонтон, Канада        | 2.                      | Десетобој               | 8.815 поена             |                         |
| 2001                    | Игре добре воље              | Бризбејн, Аустралија    | 3.                      | Десетобој               | 8.323 поена             |                         |
| 2002                    | Европско првенство у дворани | Беч, Аустрија           | 3.                      | Седмобој                | 6.084 поена             |                         |
| 2002                    | Европско првенство           | Минхен, Немачка         | 2.                      | Десетобој               | 8.438 поена             |                         |
| 2003                    | Светско првенство            | Париз, Француска        | —                       | Десетобој               | Одустао                 |                         |
| 2004                    | Олимпијске игре              | Атина, Грчка            | 8.                      | Десетобој               | 8.235 поена             |                         |
| 2004                    | Светско првенство у дворани  | Будимпешта, Мађарска    | 5.                      | Седмобој                | 6.093 поена             |                         |
| 2005                    | Европско првенство у дворани | Мадрид, Шпанија         | 12.                     | Седмобој                | 5.712 поена             |                         |

## Лични рекорди
| Дисциплина         | Резултат                 | Место    | Датум                     | Поена       |
| ------------------ | ------------------------ | -------- | ------------------------- | ----------- |
| Десетобој          | 8.815 поена              | Едмонтон | 7. август 2001.           | 8.815 поена |
| Седмобој           | 6.374 поена              | Маебаши  | 7. март 1999.             | 6.374 поена |
| 100 метара         | 10.34 (ветар +3.2 м/с)   | Хапсалу  | 16. август 1997.          | 1.013 поена |
| Скок у даљ         | 8.22 м (ветар +3.0 м/с)  | Талин    | 15. јун 1996.             | 1.117 поена |
| Бацање кугле       | 15.11 м                  | Сиднеј   | 27. септембар 2000.       | 796 поена   |
| Скок увис          | 2.05 м                   | Липецк   | February 9. фебруар 1991. | 850 поена   |
| 400 метара         | 46.23 с                  | Сиднеј   | 6. август 2001.           | 997 поена   |
| 110 метара препоне | 14.37 с (ветар -0.1 м/с) | Гецис    | 4. јун 2000.              | 927 поена   |
| Бацање диска       | 45.28 м                  | Арл      | 8. јун 2003.              | 773 поена   |
| Скок мотком        | 5.60 м                   | Талин    | 5. јул 1998.              | 1.100 поена |
| Бацање копља       | 71.91 м                  | Њујорк   | 20. јул 1998.             | 919 поена   |
| 1.500 метара       | 4:29.48                  | Сиднеј   | 28. септембар 2000.       | 748 поена   |